# Rhynchospora catharinensis
Rhynchospora catharinensis är en halvgräsart som beskrevs av Manuel Barros. Rhynchospora catharinensis ingår i släktet småag, och familjen halvgräs. Inga underarter finns listade i Catalogue of Life.